# Боньянко
Боньянко (італ. Bognanco, п'єм. Bognanch) — муніципалітет в Італії, у регіоні П'ємонт,  провінція Вербано-Кузіо-Оссола.
Боньянко розташоване на відстані близько 590 км на північний захід від Рима, 125 км на північ від Турина, 34 км на північний захід від Вербанії.
Населення — 223 особи (2014).
Щорічний фестиваль відбувається 10 серпня. Покровитель — святий мученик Лаврентій.

## Демографія
Населення за роками:

Станом на 1 січня 2023 року в муніципалітеті офіційно проживало 7 іноземців з 3 країн, серед них 1 громадянин країн Євросоюзу.

## Сусідні муніципалітети
- Антрона-Ск'єранко
- Креволадоссола
- Домодоссола
- Монтескено
- Траскуера
- Цискберджен